# Consejo Mexicano de Fotografía
El Consejo Mexicano de Fotografía fue una institución creada en 1976 por Pedro Meyer, Lázaro Blanco Fuentes y Raquel Tibol con el fin de promover la investigación sobre la fotografía mexicana. El objetivo de este centro era el intercambio de conocimientos sobre la historia de la fotografía y la obra de los fotógrafos. Uno de los actos fue la celebración del Primer Coloquio y la exposición "Hecho en Latinoamérica". Estuvo formado por fotógrafos, críticos e historiadores, y Pedro Meyer fue nombrado presidente. Pronto se unieron otros fotógrafos y promotores: Lourdes Grobet, Adolfotógrafo y Felipe Ehrenberg. Otras personas que colaboraron fueron: Aníbal Angulo, Armando Cristeto, Pablo Ortiz Monasterio, José Luis Neyra, Jesús Sánchez Uribe, Daisy Ascher y Patricia Mendoza.

## Coloquios
El primer Coloquio Latinoamericano de Fotografía se realizó en mayo de 1978 en la Ciudad de México, y contó con la participación de quince países. Del mismo surgieron otros consejos con fines similares, como el Consejo Argentino de Fotografía y el de Brasil. El segundo coloquio se realizó en 1981, y en su exposición se presentó la obra de fotógrafos de diecisiete países. Tras el mismo, surgió el Consejo Venezolano de Fotografía. El tercer coloquio se celebró en La Habana en 1984, y el cuarto en Caracas en 1993. En 1996 se convocó al quinto coloquio en México, a cargo del Centro de la Imagen, con la colaboración de la Fundación Pedro Meyer, ya que el Consejo ya había dejado de funcionar como institución en los años noventa. En 2003 se reabrieron sus instalaciones con una finalidad expositiva.